# Lexus F-Reihe
Die Lexus F-Reihe repräsentiert die Sparte der Hochleistungsfahrzeuge von Lexus. Die F-Reihe steht für Flaggschiff und für Fuji Speedway, das Haupttestgelände der Lexus Sportwagenentwicklung in Oyama, das in der Präfektur Shizuoka in Japan liegt. Das erste Fahrzeug der Lexus F-Reihe – der Lexus IS-F – wurde bereits im Jahr 2006 angekündigt, gefolgt von einem Coupé-Modell der F-Reihe – dem Lexus LFA – im Jahr 2007 und der Produktion des LFA-Supersportwagen im Jahr 2009. Alle Fahrzeuge der F-Reihe sind mit einer Plakette auf den vorderen Kotflügeln gekennzeichnet. Eine verwandte auf Leistung getrimmte Baureihe – die F-Sport-Reihe – wurde 2007 ins Leben gerufen, mit F-Sport-Zubehörprodukten und den ersten Werksmodellen im Jahr 2010. Die Lexus Vehicle Performance Development Division hat die Modelle der F-Reihe entwickelt, diese war auch beteiligt an Aktivitäten von Lexus im Motorsport. Ursprünglich war die „F“-Bezeichnung bei der Gründung Lexus’ im Jahr 1989 das interne Kodewort für die Entwicklung ihres ersten Vorzeigefahrzeuges.

## Geschichte

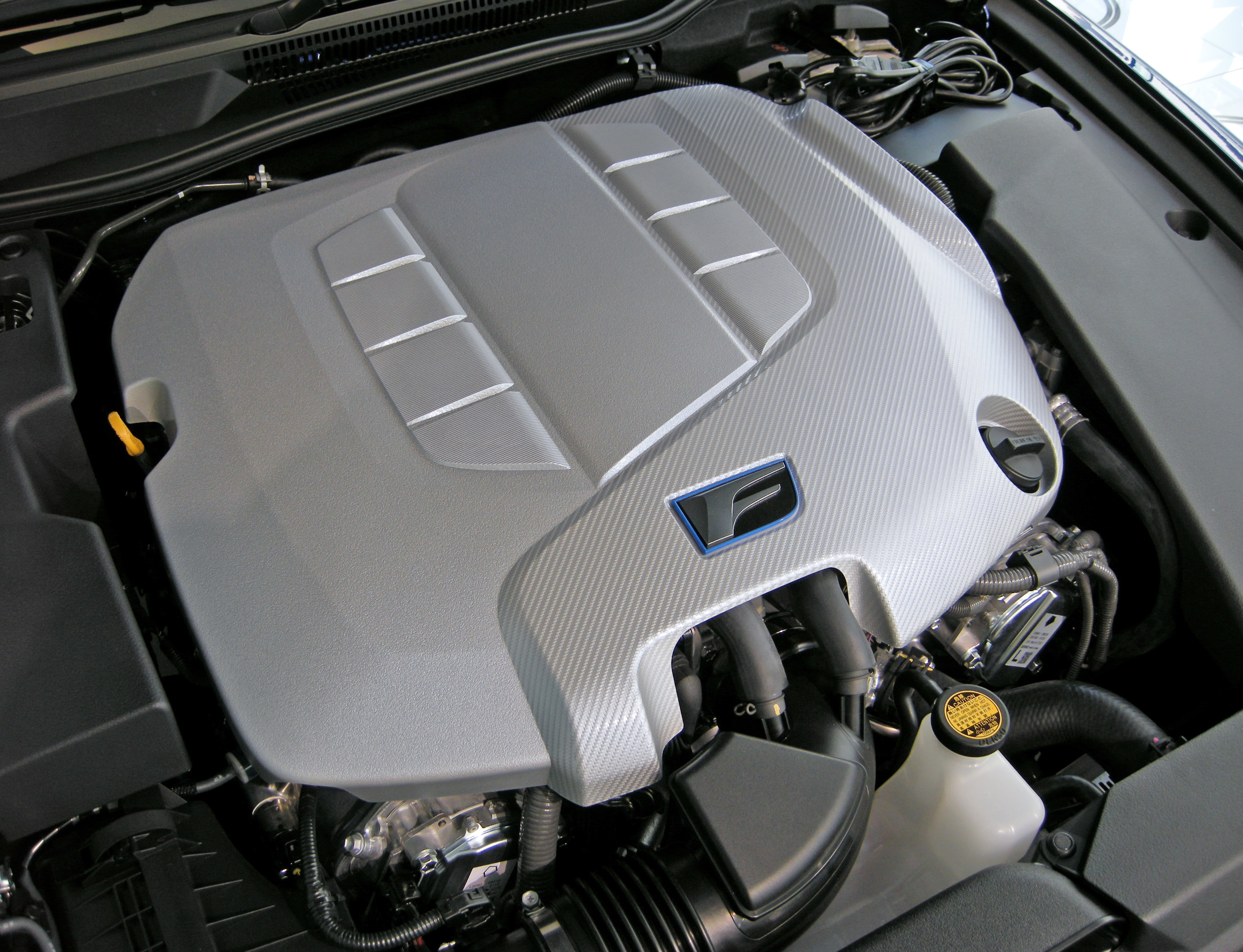
V8-Motor der F-Reihe

Ende 2006 reichte Lexus die Markenanmeldung für das F-Emblem ein, was zu Spekulationen führte, Lexus wolle eine Hochleistungsmarke gründen. Zu dieser Zeit dachte man, das F stünde für „Fast“ (englisch ‚schnell‘) oder „Flagship“ (englisch ‚Flaggschiff‘). Spätere Berichte vermuteten, das F beziehe sich auf den Fuji Speedway in Japan und dessen erste Kurve – 27R – habe die Form des F-Emblems beeinflusst.
Bereits in Interviews aus früheren Jahren mit Führungskräften des Unternehmens gab es Erwähnungen, Lexus startete eine Hochleistungsmarke, um unter anderem mit den Mercedes-AMG, der S/RS-Line von Audi, der V-Serie von Cadillac und den BMW M zu konkurrieren. Der TRD-basierte L-Tuned, eine frühere hauseigene Fahrzeugtuning-Bemühung bot Leistungspakete für den IS 300 und den GS 400, Limousinen der frühen 2000er Jahre. Lexus’ Rennsport-Aktivitäten und Sportwagenentwicklungen wurden von der Lexus Vehicle Performance Development Division durchgeführt, eine Marke des Lexus Development Center (Präfektur Aichi).
Im Dezember 2006 kündigte Lexus das erste Fahrzeug der F-Reihe an: Die Premiere der Limousine Lexus IS-F (bis dahin als IS 500 bekannt) sei bei der North American International Auto Show im Januar 2007. Daraufhin fand in Detroit die Premiere des Fahrzeuges zusammen mit einer überarbeiteten Version des LF-A-Sportwagen statt. Bei der Pressevorstellung gab Lexus bekannt, ein gewisses „skunk works“-Team habe den IS-F in einer Art und Weise entwickelt, die sich von den typischen Technikleistungen Lexus’ unterscheide. Der Chefdesigner des IS-F war Yukihiko Yaguchi, der zuvor am Toyota Supra gearbeitet hatte. Medienberichte deuteten an, die Limousine IS-F würde von einer Limousine namens GS-F und einem IS-F Coupé gefolgt werden.

## Modelle der F-Reihe

### Lexus IS F

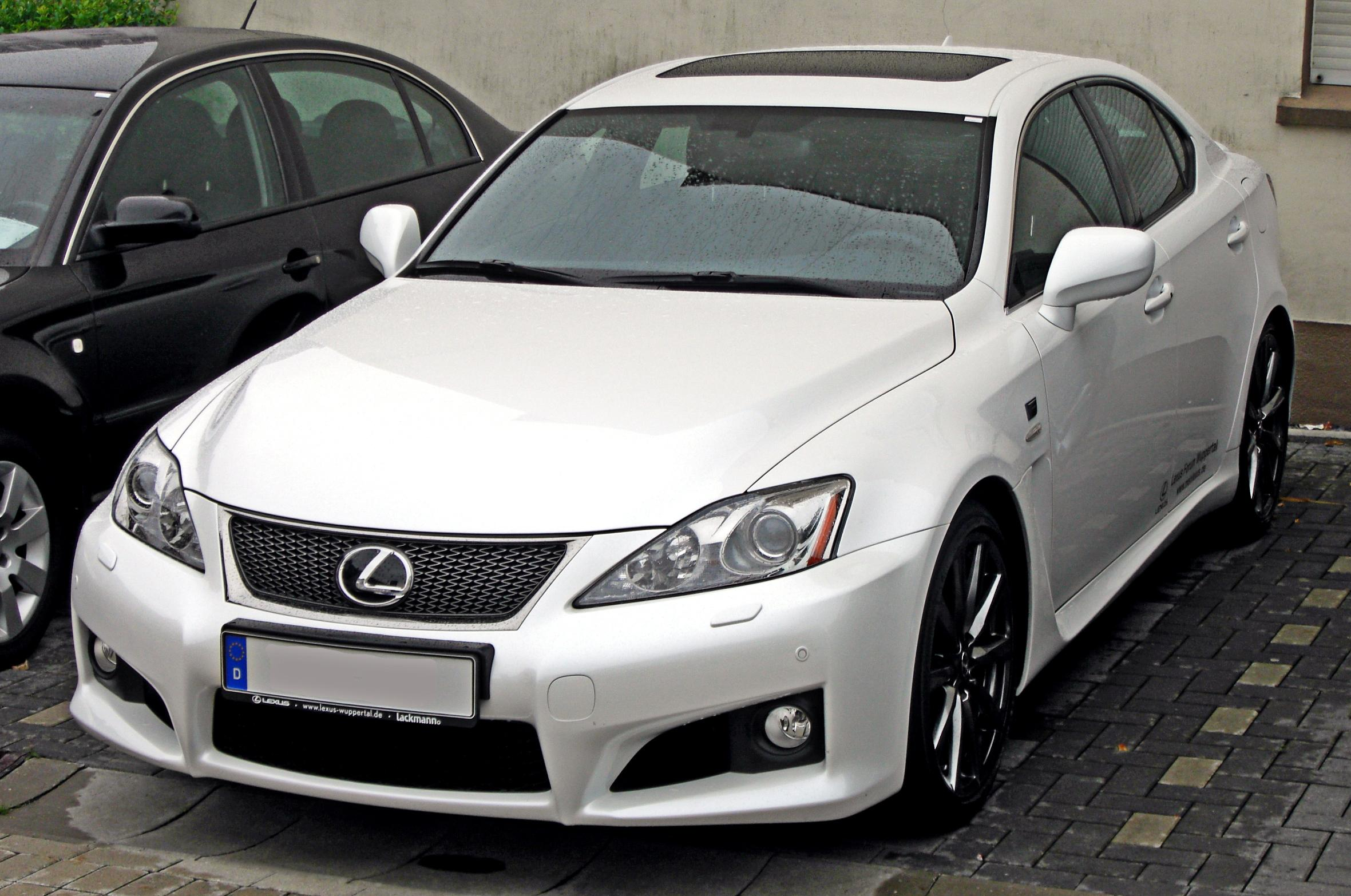
Das erste Modell der Lexus F-Reihe: der IS-F

Der Lexus IS F wurde der Öffentlichkeit bei der North American International Auto Show am 8. Januar 2007 vorgestellt. Er ist mit einem 5,0-Liter-V8-Ottomotor mit Direkteinspritzung und Saugrohreinspritzung versehen, der bei 6600 Umdrehungen pro Minute 311 kW (423 PS) und ein maximales Drehmoment von 508 Nm bei 5200/min erzeugt. Der Motor hat ein zweistufiges Ansaugsystem, einen Kühler für Motoröl und Automatikgetriebe-Flüssigkeit sowie eine Ölpumpe, die für Hochgeschwindigkeitskurven entwickelt wurde. Im Vergleich zum 2GR-FSE-V6-Motor des IS 350 mit 228 kW (306 PS) hat der IS-F den 2UR-GSE-V8-Motor mit über 300 kW. Der IS-F sollte bis Anfang des Jahres 2008 in den Autohäusern sein.
Seine Premiere in Europa hatte der IS-F bei der IAA in Frankfurt im September und in Japan auf dem Fuji Speedway im Oktober 2007. Der Verkauf des IS-F begann Ende 2007 in Japan, Anfang 2008 in den Vereinigten Staaten und im Laufe des Jahres 2008 in Europa.

### Lexus LFA

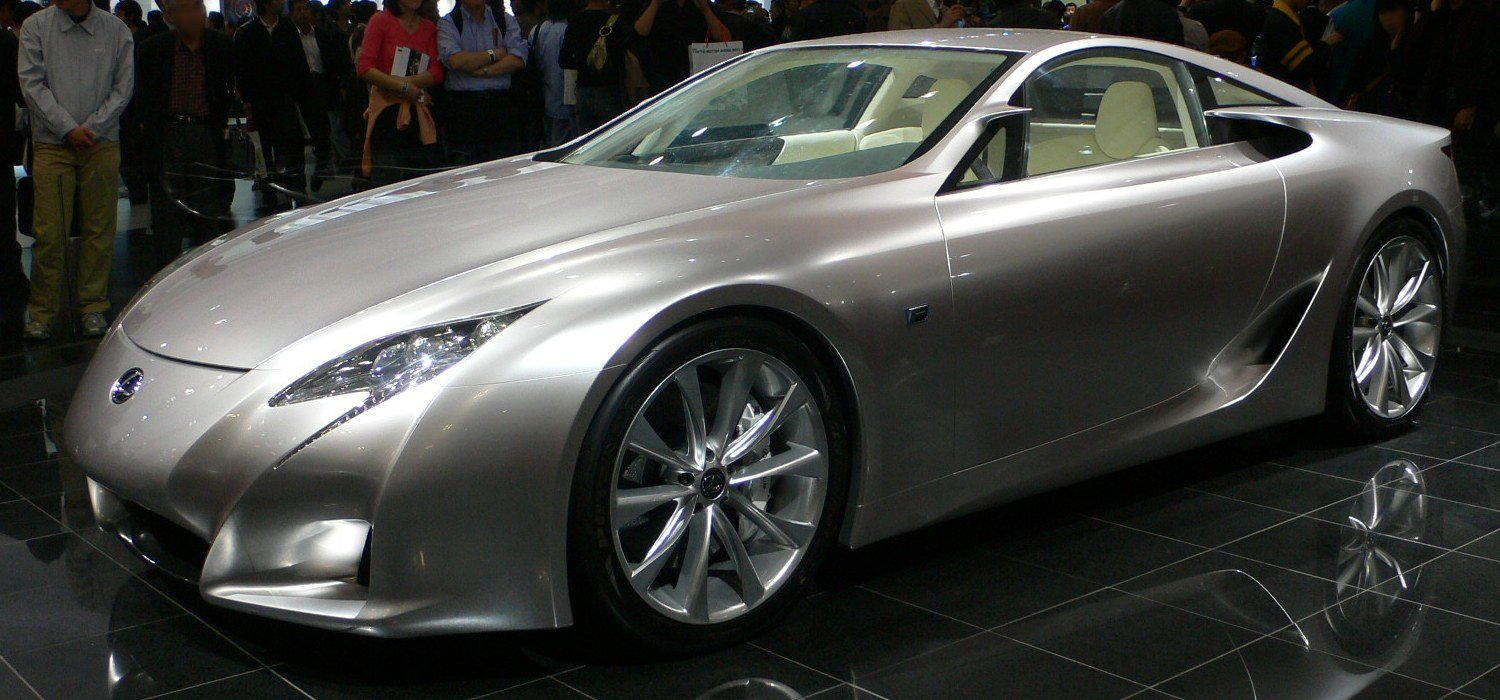
Modell LF-A der F-Reihe, 2007

Der Lexus LFA ist ein zweisitziges Coupé, das bei der NAIAS 2007 als Modell der F-Reihe vorgestellt wurde. Das ursprüngliche Modell des LF-A hatte einen 4,8-Liter-V10-Motor mit geschätzten 411 kW (552 PS) und einer Höchstgeschwindigkeit von 320 km/h. Automobilmedien berichteten, das LF-A-Modell sei für die Produktion freigegeben. Prototypen des LF-A wurden auch auf dem Nürburgring getestet. Am 10. Mai 2008 wurde ein Prototyp des LF-A bei einem 4-Stunden-Langstreckenrennen der VLN eingetragen, bei dem es überraschenderweise in der SP8-Klasse gewann. Das Fahrzeug wurde außerdem beim 24-h-Rennen eingetragen, wo es sich unter 223 Autos als 27. qualifizierte und als siebtes der SP8-Klasse ins Ziel kam.

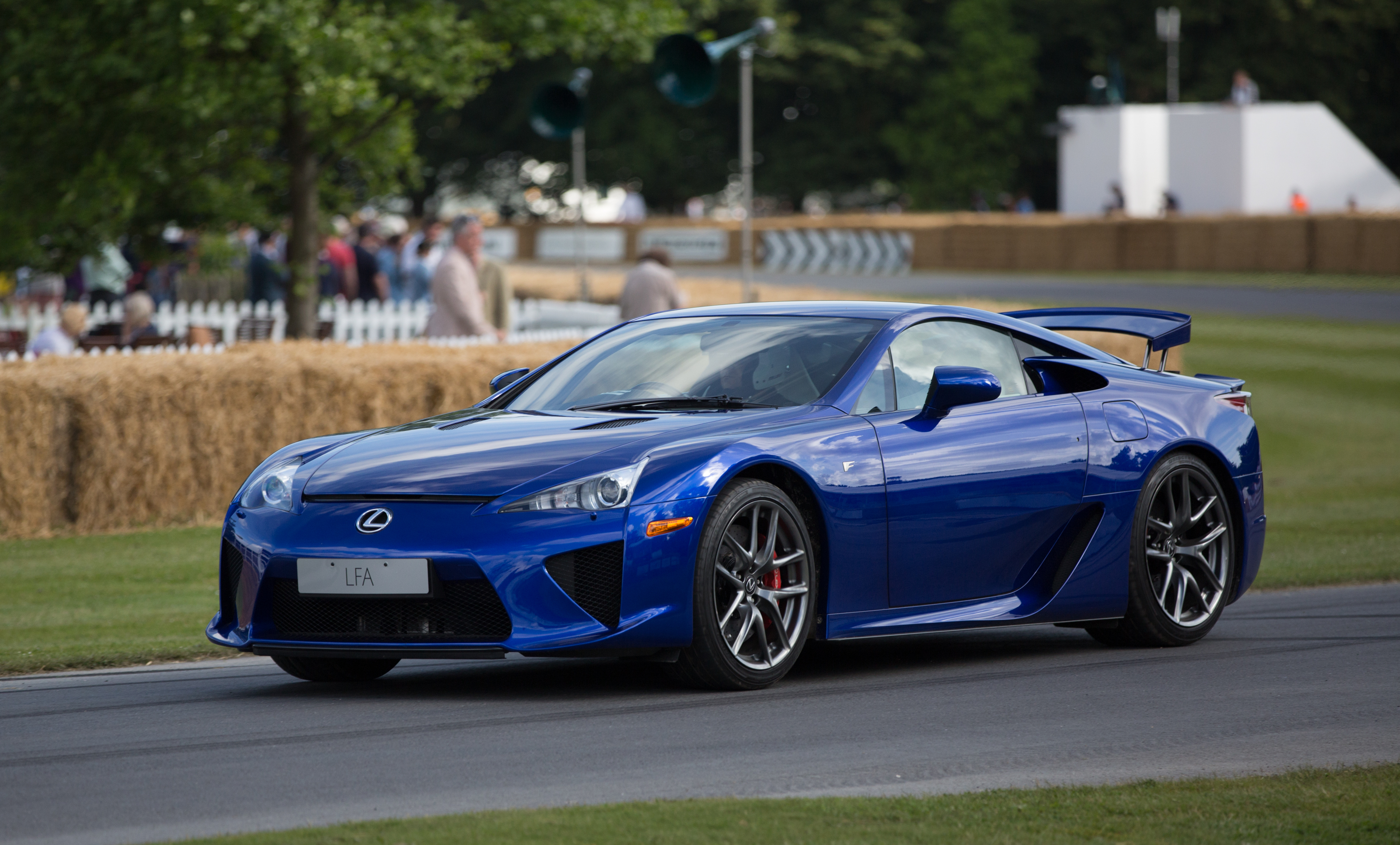
Der Lexus LFA, ein Supersportwagen

Am 4. April 2009 gewann ein LF-A bei der ADAC-Westfalenfahrt VLN ein 4-Stunden-Langstreckenrennen die SP8-Klasse. Eine Roadster Version der F-Reihe vom LF-A Modell (genannt LF-A Roadster oder LF-AR) wurde am 13. Januar 2008 bei der North American International Auto Show vorgestellt. Die erste Spezifikation des Roadsters sah einen 5-Liter-V10-Motor vor, mit einer Leistung von mehr als 370 kW (500 PS) und einer Höchstgeschwindigkeit von über 320 km/h. Der LF-A Roadster hatte einen ausfahrbaren Heckspoiler für ein verbessertes Verhalten bei hohen Geschwindigkeiten.
Der Lexus LFA wurde am 21. Oktober 2009 bei der Tokyo Motor Show vorgestellt und dessen Produktion angekündigt. Er hat ebenso einen V10-Motor. Das Modell war auf 500 Exemplare limitiert, bei einem geschätzten Basispreis von 375.000 Euro. Auf der Tokyo Motor Show wurde außerdem eine Rennversion des Modells für 2012 angekündigt.

## F-Sport

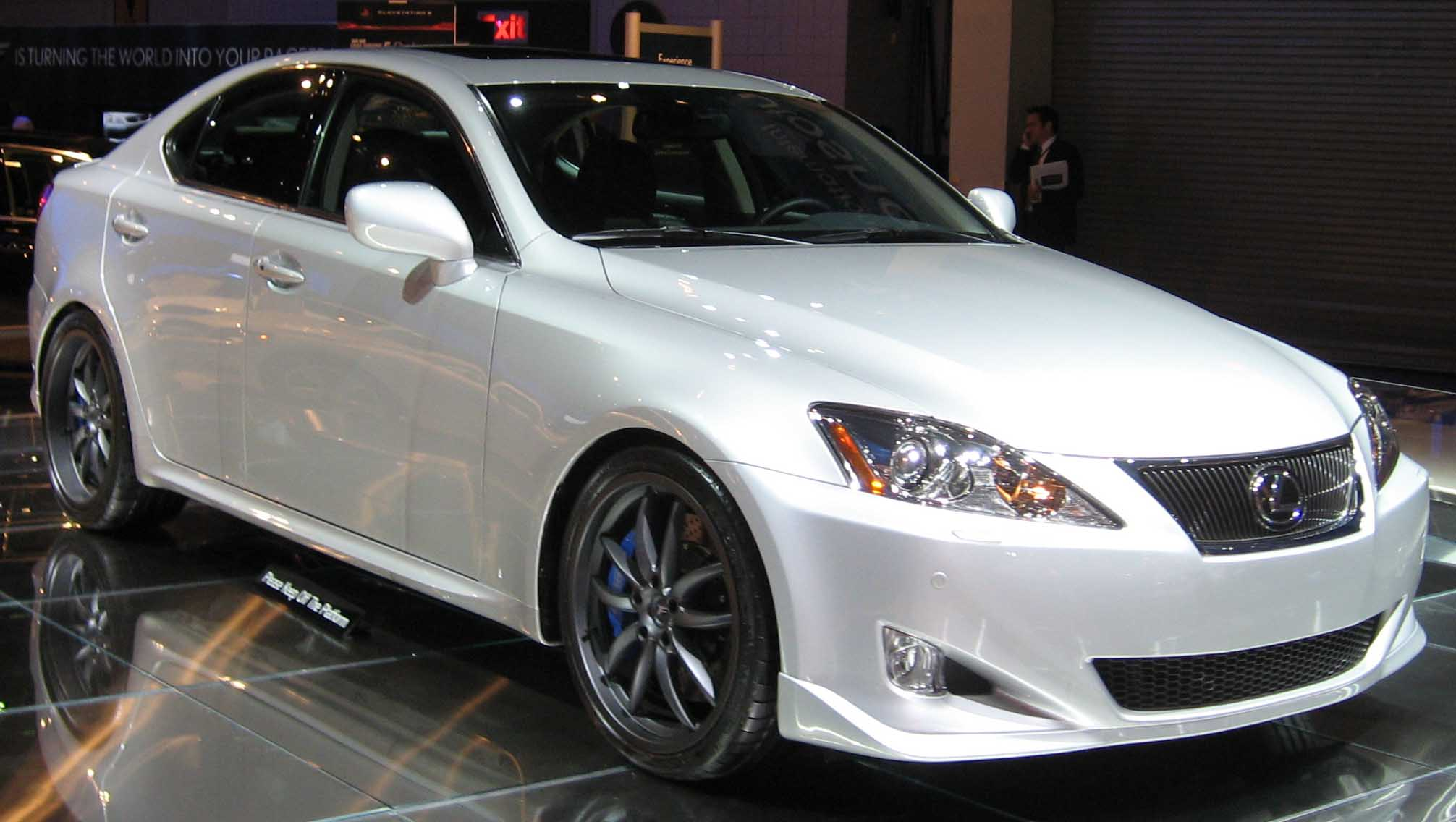
Lexus IS 350, das F-Sport-Modell von 2008

Die Lexus F-Sport-Reihe für Standardmodelle von Lexus wurde 2007 bei der Specialty Equipment Market Association Show angekündigt und kam zusammen mit der IS-F Sportlimousine auf den Markt. Ursprünglich war sie eine Produktpalette an Tuningteilen für die Limousinen IS 250 und IS 350; 2009 wurde das Angebot der Teile auf die zweitürigen IS-C-Modelle und die gesamte GS-Reihe ausgeweitet. 2009 wurden ab Werk mit F-Sport-Teilen getunte Sondermodelle des F-Sport IS 350 C angekündigt, gefolgt von IS 250- und IS 350-Modellen für 2011, die mit F-Sport-Paketen ausgestattet sein sollen.
Werkseitig produzierte F-Sport-Modelle sind innen und außen verbessert und können an der F-Sport-Plakette, einem netzartigen Kühlergrill und einem Spoiler erkannt werden. F-Sport-Teile werden zusammen mit der Toyota Racing Development gebaut, so gibt es bessere Bremsen, Stabilisatoren, ausfahrende Federn, Bilstein-Stoßdämpfer, F-Sport-Kupplungen und Motorhauben aus kohlenstofffaserverstärktem Kunststoff und Chassisverstärkungen (wie zum Beispiel Domstreben). Individuelle Veränderungen sind Heckspoiler, Auspuffanlagen und Leichtmetallräder. Die F-Sport-Modelle sind:
F-Sport (als Sportpaket):
- IS 250 F-Sport (2010–)
- IS 250 F-Sport AWD (2010–)
- IS 350 F-Sport (2010–)
- IS 350 F-Sport AWD (2010–)
- IS 250 C F-Sport (2010–)
- IS 350 C F-Sport (2010–)

F-Sport (Sondermodell):
- IS 350 C F-Sport (2009)

F-Sport (Zubehör-Reihe):
- IS 250 (2007–)
- IS 350 (2007–)
- IS 250 C (2009–)
- IS 350 C (2009–)
- IS 250 AWD (2009–)
- GS 350 (2009–)
- GS 350 AWD (2009–)

## Weitere Modelle

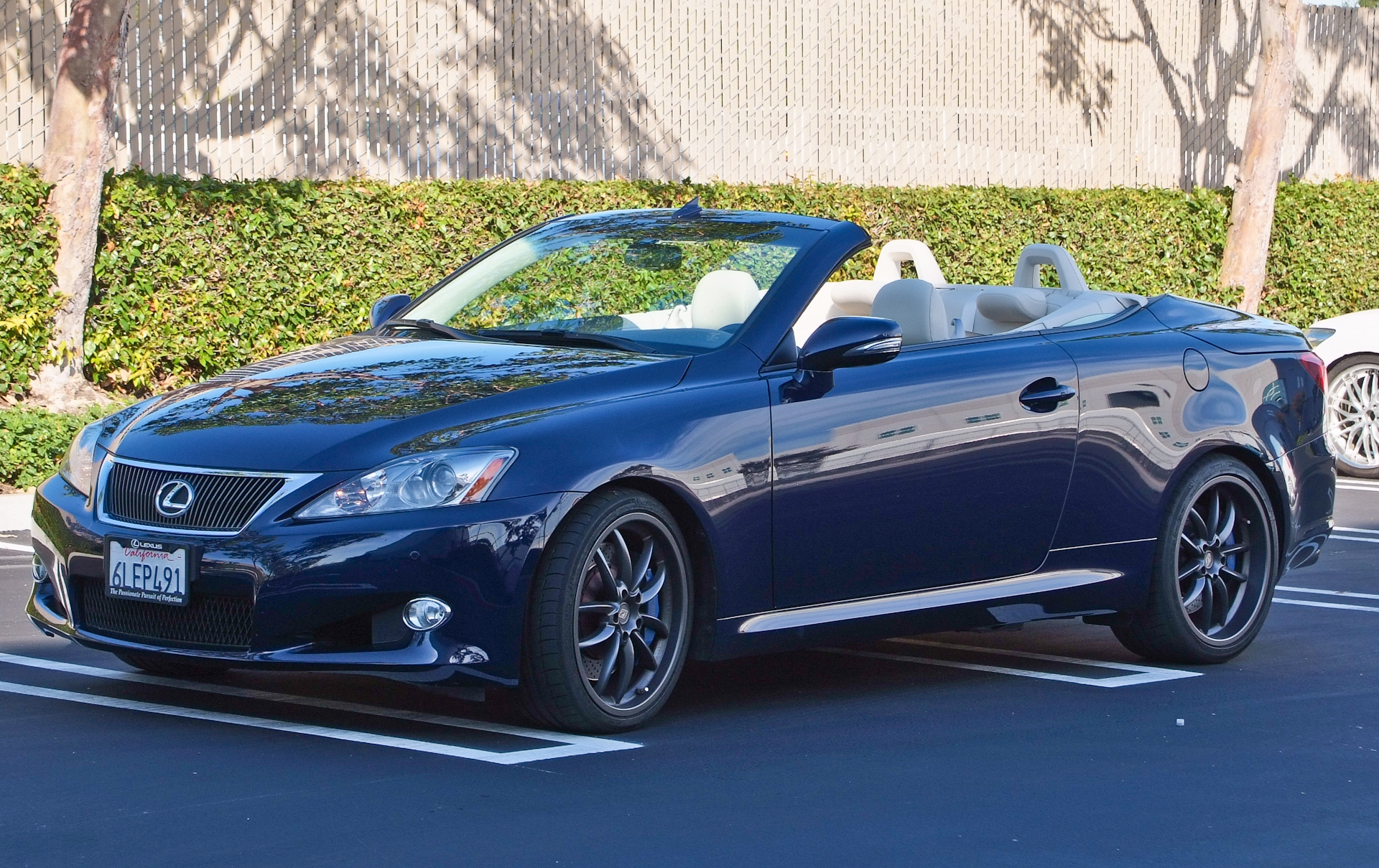
Lexus IS-C F-Sport, 2011

Angeblich umfasst die Erweiterung der Lexus F-Reihe mehrere neue Modelle. Erste Berichte gaben an, dass neben den LFA Modellvarianten der Lexus GS das nächste Fahrzeug sei, das zu einem Modell der F-Reihe entwickelt werden soll. Allerdings soll sich die Entwicklung aufgrund der Finanzkrise 2008 verzögert haben. Die Weiterentwicklung der LFA-Varianten war ebenfalls Gegenstand widersprüchlicher Berichte, so zum Beispiel, ob das Fahrzeug nur als Renntest-Plattform genutzt, die Produktion eingestellt würde oder ob sie doch entstünden, sobald günstigere Wirtschaftsbedingungen vorhanden wären.
Interviews mit Führungskräften von Lexus deuteten darauf hin, dass der Umsatz vom IS-F zum Jahresende 2008 vergleichsweise stark war und dass wahrscheinlich ein LS-F-Modell folgen würde, wenn der GS-F in Produktion ginge. Die Ausstattung des Flaggschiffes von Lexus würde wahrscheinlich die Nutzung des V10-Motors umfassen, der für den LF-A entwickelt wurde. 2009 tauchten Berichte auf, der LF-A würde nicht in einer Roadster-Version produziert, allerdings sei zusätzlich ein Cabriolet des IS-F geplant, auf der Grundlage der ersten Modelle des IS C, dem IS 250 C oder dem IS 350 C. 2010 erschien dann das IS C Cabriolet mit festem Dach. Der LS 460 Sport, eine Hochleistungsvariante des LS-Flaggschiffs, wurde im Jahr 2010 veröffentlicht.